# Daniel Kahane
 (décembre 2022).
Pour les articles homonymes, voir Kahane.
Daniel Kahane, né le 27 octobre 1938 à Versailles, est un architecte français.

## Biographie
Il a suivi une formation à l'École spéciale des travaux publics avant de remporter le dernier Premier Grand Prix de Rome d'architecture en 1967. Membre de l'Académie d'architecture, il a réalisé entre autres la Maison de la musique de Nanterre (Hauts-de-Seine), et réhabilité de nombreuses parties du Palais du Louvre, dont l'amphithéâtre Rohan de l'école du Louvre. Il est président de Betocib, association destinée à la promotion de l'architecture béton de ciment blanc.